# Misha Cirkunov
Mikhail Cirkunovs (27 de febrero de 1987, Riga, República Socialista Soviética de Letonia, Unión Soviética), más conocido como Misha Cirkunov, es un artista marcial mixto profesional letón-canadiense de origen ruso que compite en la división de peso semipesado de Ultimate Fighting Championship (UFC). Vive y lucha en Toronto, Ontario, Canadá. Desde el 14 de junio de 2021, es el número 13 en la clasificación de peso semipesado de la UFC.

## Antecedentes
Hijo de Oleg y Olga, Mijaíl nació en Riga, República Socialista Soviética de Letonia (actual Letonia) en 1987. En su infancia, Cirkunov practicó varios deportes como la natación, el baloncesto, el judo y el karate. Al crecer, Cirkunov se metió en círculos dudosos, lo que llevó a la familia a emigrar a Toronto (Ontario) cuando tenía 13 años. Al no dominar el inglés, Cirkunov tuvo dificultades en la escuela, pero siguió entrenando judo y también se inició en la lucha libre.
Cirkunov ganó los nacionales júnior de judo en 2003, el campeonato nacional de lucha grecorromana en 2005 y los campeonatos nacionales de lucha libre olímpica en 2005 y 2006. Tras ganar este último campeonato, Cirkunov obtuvo la nacionalidad canadiense. Tras graduarse en el instituto, Cirkunov descubrió el jiu-jitsu brasileño y se trasladó brevemente a Las Vegas para entrenar, pero regresó a Canadá para abrir su propio gimnasio. Tras el fracaso de su aventura como propietario de un gimnasio, empezó a entrenar en el recién inaugurado gimnasio satélite Xtreme Couture, en Etobicoke.

## Carrera en las artes marciales mixtas

### Carrera temprana
Cirkunov hizo su debut profesional en enero de 2010 y acumuló un récord de 9-2 antes de firmar un contrato de cuatro combates con Ultimate Fighting Championship en el verano de 2015.

### Ultimate Fighting Championship
Se esperaba que Cirkunov hiciera su debut promocional contra Sean O'Connell el 23 de agosto de 2015 en UFC Fight Night: Holloway vs. Oliveira. O'Connell se retiró del combate por lesión y fue sustituido por Daniel Jolly. Cirkunov derrotó a Jolly por KO en el primer asalto tras lograr el montaje completo y golpearlo cuando le dio la espalda.
Cirkunov se enfrentó al recién llegado a la promoción Alex Nicholson el 6 de febrero de 2016, en UFC Fight Night: Hendricks vs. Thompson. Cirkunov sometió a Alex Nicholson mediante una llave de cuello en el segundo asalto, rompiendo ambos lados de su mandíbula en el proceso, después de haberse roto la nariz. En la rueda de prensa posterior al combate, dijo a los periodistas: "Estoy muy contento con la actuación y, sobre todo, no sólo con la sumisión, sino con haber sido capaz de romperle la mandíbula. Estoy impresionado".
Cirkunov se enfrentó después a otro novato llegado a la promoción llamado Ion Cuțelaba el 18 de junio de 2016, en UFC Fight Night: MacDonald vs. Thompson. Ganó el combate por sumisión en el tercer asalto.
Cirkunov se enfrentó a Nikita Krylov el 10 de diciembre de 2016, en UFC 206. Ganó el combate por sumisión en el primer asalto.
En marzo de 2017, Cirkunov firmó un nuevo acuerdo de seis combates con UFC y luchó contra Volkan Oezdemir el 28 de mayo de 2017, en UFC Fight Night: Gustafsson vs. Teixeira. Perdió el combate por nocaut en el primer asalto.
Cirkunov estaba programado para enfrentarse a Glover Teixeira el 28 de octubre de 2017, en UFC Fight Night: Brunson vs. Machida. Sin embargo, el emparejamiento se retrasó después de que una reciente cirugía de la mano de Teixeira tardara en sanar y el combate finalmente tuvo lugar el 16 de diciembre de 2017, en UFC on Fox: Lawler vs. dos Anjos. Cirkunov perdió el combate por TKO en el primer asalto.
Cirkunov se enfrentó a Patrick Cummins el 27 de octubre de 2018, en UFC Fight Night: Volkan vs. Smith. Ganó el combate por sumisión en el primer asalto.
Se esperaba que Cirkunov se enfrentara a Ovince Saint Preux el 2 de marzo de 2019 en UFC 235. Sin embargo, el 11 de febrero se anunció que Saint Preux sufrió una lesión y fue retirado del combate. Cirkunov se enfrentó en cambio a Johnny Walker. Perdió el combate por TKO en el primer asalto.
Cirkunov se enfrentó a Jimmy Crute el 14 de septiembre de 2019 en UFC Fight Night: Cowboy vs. Gaethje. Ganó el combate por sumisión en el primer asalto. Esta victoria le valió el premio a la Actuación de la Noche.
Se esperaba que Cirkunov se enfrentara a Ryan Spann el 19 de diciembre de 2020 en UFC Fight Night: Thompson vs. Neal. Sin embargo, Cirkunov se retiró a principios de diciembre por una lesión. El combate fue reprogramado para el 13 de marzo de 2021 en UFC Fight Night: Edwards vs. Muhammad. Cirkunov perdió el combate por nocaut técnico en el primer asalto.
Cirkunov se enfrentó a Krzysztof Jotko en un combate de peso medio el 2 de octubre de 2021 en UFC Fight Night: Santos vs. Walker. Perdió el combate por decisión dividida.
Cirkunov se enfrentó a Wellington Turman en un combate de peso medio el 26 de febrero de 2022 en UFC Fight Night: Makhachev vs. Green. Perdió la pelea por sumisión.
Cirkunov se enfrentó a Alonzo Menifield en un combate de peso semipesado el 15 de octubre de 2022 en UFC Fight Night: Grasso vs. Araújo. Perdió la pelea por KO en el primer asalto.

## Campeonatos y logros

### Artes marciales mixtas
- Ultimate Fighting Championship
  - Actuación de la Noche (una vez)  vs. Jimmy Crute[34]

## Récord en artes marciales mixtas
| Resultado | Récord | Oponente           | Método                                              | Evento                                      | Fecha                    | Ronda | Tiempo | Localización                          | Notas                                              |
| --------- | ------ | ------------------ | --------------------------------------------------- | ------------------------------------------- | ------------------------ | ----- | ------ | ------------------------------------- | -------------------------------------------------- |
| Derrota   | 15-9   | Alonzo Menifield   | KO (puñetazos)                                      | UFC Fight Night: Grasso vs. Araújo          | 15 de octubre de 2022    | 1     | 1:28   | Las Vegas, Nevada                     | Regreso peso Semipesado                            |
| Derrota   | 15-8   | Wellington Turman  | Submission (barra de brazo)                         | UFC Fight Night: Makhachev vs. Green        | 26 de febrero de 2022    | 2     | 1:29   | Las Vegas, Nevada                     |                                                    |
| Derrota   | 15-7   | Krzysztof Jotko    | Decisión (dividida)                                 | UFC Fight Night: Santos vs. Walker          | 2 de octubre de 2021     | 3     | 5:00   | Las Vegas, Nevada                     | Debut en peso Medio.                               |
| Derrota   | 15-6   | Ryan Spann         | TKO (puñetazos)                                     | UFC Fight Night: Edwards vs. Muhammad       | 13 de marzo de 2021      | 1     | 1:11   | Las Vegas, Nevada                     |                                                    |
| Victoria  | 15-5   | Jimmy Crute        | Sumisión (corbata peruana)                          | UFC Fight Night: Cowboy vs. Gaethje         | 14 de septiembre de 2019 | 1     | 3:38   | Vancouver, Columbia Británica         | Actuación de la noche.                             |
| Derrota   | 14-5   | Johnny Walker      | TKO (rodillazo volador y puñetazos)                 | UFC 235                                     | 2 de marzo de 2019       | 1     | 0:38   | Las Vegas, Nevada                     |                                                    |
| Victoria  | 14-4   | Patrick Cummins    | Sumisión (estrangulamiento del brazo)               | UFC Fight Night: Volkan vs. Smith           | 27 de octubre de 2018    | 1     | 2:40   | Moncton                               |                                                    |
| Derrota   | 13-4   | Glover Teixeira    | TKO (puñetazos)                                     | UFC on Fox: Lawler vs. dos Anjos            | 16 de diciembre de 2017  | 1     | 2:45   | Winnipeg                              |                                                    |
| Derrota   | 13-3   | Volkan Oezdemir    | KO (puñetazo)                                       | UFC Fight Night: Gustafsson vs. Teixeira    | 28 de mayo de 2017       | 1     | 0:28   | Estocolmo                             |                                                    |
| Victoria  | 13-2   | Nikita Krylov      | Sumisión (estrangulamiento por guillotina)          | UFC 206                                     | 10 de diciembre de 2016  | 1     | 4:38   | Toronto                               |                                                    |
| Victoria  | 12-2   | Ion Cuțelaba       | Sumisión (estrangulamiento del brazo)               | UFC Fight Night: MacDonald vs. Thompson     | 18 de junio de 2016      | 3     | 1:22   | Ottawa, Ontario                       |                                                    |
| Victoria  | 11-2   | Alex Nicholson     | Sumisión (manivela del cuello)                      | UFC Fight Night: Hendricks vs. Thompson     | 6 de febrero de 2016     | 2     | 1:28   | Las Vegas, Nevada                     |                                                    |
| Victoria  | 10-2   | Daniel Jolly       | KO (puñetazos)                                      | UFC Fight Night: Holloway vs. Oliveira      | 23 de agosto de 2015     | 1     | 4:45   | Saskatoon                             |                                                    |
| Victoria  | 9-2    | Shaun Asher        | Sumisión (barra de brazo)                           | Hard Knocks 43                              | 22 de mayo de 2015       | 1     | 1:20   | Calgary, Alberta                      | Defendió el Campeonato de Peso Semipesado de HKFC. |
| Victoria  | 8-2    | Rodney Wallace     | TKO (patada en la cabeza)                           | Hard Knocks 41                              | 30 de enero de 2015      | 1     | 2:00   | Calgary, Alberta                      | Ganó el Campeonato de Peso Semipesado de HKFC.     |
| Victoria  | 7-2    | Martin Desilets    | Sumisión (estrangulamiento por triángulo invertido) | Provincial FC 2                             | 8 de marzo de 2014       | 1     | 2:36   | London, Ontario                       |                                                    |
| Victoria  | 6-2    | Jon Ganshorn       | Sumisión (barra de brazo)                           | Fivestar FL 9: Northern Nightmare           | 7 de septiembre de 2013  | 1     | 1:59   | Yellowknife, Territorios del Noroeste |                                                    |
| Derrota   | 5-2    | Aaron Johnson      | Sumisión (gancho de talón)                          | King of the Ring VI                         | 17 de marzo de 2012      | 1     | 2:11   | Norcross, Georgia                     |                                                    |
| Victoria  | 5-1    | Ali Mokdad         | Decisión (unánime)                                  | Score Fighting Series 3                     | 3 de diciembre de 2011   | 3     | 5:00   | Sarnia, Ontario                       |                                                    |
| Victoria  | 4-1    | Ion Cherdivara     | Decisión (unánime)                                  | Knockout Entertainment - MMA: The Reckoning | 2 de abril de 2011       | 3     | 5:00   | Orillia, Ontario                      |                                                    |
| Victoria  | 3-1    | Ricardeau Francois | TKO (puñetazos)                                     | Ultimate Generation Combat 26               | 4 de marzo de 2011       | 1     | 0:56   | Montreal, Quebec                      |                                                    |
| Victoria  | 2-1    | Shawn Pauliuk      | Sumisión (puñetazos)                                | Armageddon FC 3: Evolution                  | 17 de julio de 2010      | 1     | 0:57   | Victoria, Columbia Británica          | Combate de peso acordado (210 libras).             |
| Derrota   | 1-1    | Roy Boughton       | Sumisión (barra de brazo)                           | Warrior One MMA 5                           | 19 de junio de 2010      | 2     | 2:33   | Montreal, Quebec                      |                                                    |
| Victoria  | 1-0    | Jeff Doyle         | TKO (puñetazos)                                     | Ringside MMA 5: Triple Threat               | 30 de enero de 2010      | 1     | 2:08   | Montreal, Quebec                      |                                                    |